# Vegetativní
Vegetativní je pojem, který z obecně biologického hlediska znamená, že se daná věc týká růstu a výživy organismu a funkcí, jež s tím souvisí. Vegetativní funkce jsou tedy pochody udržující organismus při životě (např. trávení, udržování srdeční frekvence, dýchání) a většina jich je nezávislých na vůli. Řízeny jsou autonomní nervovou soustavou.
U rostlin tento pojem udává, že označená část rostliny (vegetativní část), fáze vývoje (vegetativní fáze) či funkce (vegetativní funkce) slouží k růstu, tedy vegetaci. Jako vegetativní (na rozdíl od generativních) se označují nepohlavní orgány rostliny, pomocí nichž se rostlina může rozmnožovat pouze nepohlavně - viz vegetativní rozmnožování.
Na úrovni buněk to pak znamená, že buňky mají plný počet chromozómů tedy 2n, tzn.,že jsou diploidní. (V generativní fázi - tedy při pohlavním rozmnožování dochází k redukci počtu chromozomů v pohlavních buňkách na poloviční počet. Tyto buňky se nazývají jinak také generativní a poloviční počet chromozomů - obvykle 1n umožňuje přímou kombinaci rodičovských generativních buněk za vzniku nové vegetativní buňky s už obvyklým počtem chromozomů.)